# Loacker
La Loacker S.p.A. (in tedesco Loacker AG) è un'impresa dolciaria italiana produttrice di wafer, cioccolato e derivati, con sede in Alto Adige.

## Storia
L'azienda fu costituita nell'anno 1925 nel centro storico di Bolzano: a fondarla fu il pasticciere Alfons Loacker (1901-1970), che nel capoluogo dell'Alto Adige, per la precisione in piazza Domenicani,  aprì un piccolo negozio con due aiutanti. Nel corso del tempo la sede bolzanina divenne troppo piccola ed il 1974, di fatto, segnò il passaggio da piccola pasticceria regionale a realtà industriale, allontanandosi dalla città. Armin Loacker (1940-2019), figlio di Alfons, scelse l'altopiano del Renon, con vista sulle Dolomiti, per produrre i propri wafer e rispettare il suo motto: "Un prodotto naturale si produce in un ambiente naturale".

## Situazione attuale
Loacker conta oggi due stabilimenti, uno ad Auna di Sotto sul Renon e l’altro ad Heinfels nel Tirolo Orientale (Austria): qui vengono prodotti wafer e specialità al cioccolato. A guidare l'impresa oggi c’è la terza generazione: Andreas e Martin Loacker, entrambi figli di Armin, e il nipote Ulrich Zuenelli, che ricopre il ruolo di amministratore delegato. 
Secondo gli ultimi dati riguardanti l'azienda altoatesina, Loacker conta 1.056 collaboratori e un fatturato superiore ai 430 milioni e con oltre 35.000 tonnellate di prodotti venduti. Dopo l'Italia, prima tra i paesi consumatori, ci sono USA, l'Arabia Saudita seguiti da Israele e Cina.
Nel 2022 Loacker annuncia l’avvio di una partnership pluriennale con Sammontana per la produzione di una gamma di gelati a suo marchio.
Nel 2022, Standard Ethics ha attribuito una rating sostenibilità pari a EE- su una scala da F a EEE nell’ambito dello SE Food&Beverage Sustainability Italian Benchmark.

## Prodotti e ingredienti
Fra i prodotti Loacker più conosciuti c’è quello al gusto Napolitaner, come raccontavano i fiabeschi gnometti nelle iconiche pubblicità televisive dagli anni ‘80 fino al nuovo secolo. Il termine Napolitaner fu scelto perché le nocciole, ingrediente principale della crema all’interno del wafer, arrivavano proprio dalla zona di Napoli. 
Loacker copre una parte del suo fabbisogno di nocciole con prodotti provenienti da due aziende agricole di proprietà Loacker situate in Toscana dai noccioleti di 90 aziende che sono parte di un progetto di coltura con contratto di filiera in Veneto, Umbria, Toscana e nelle Marche.
Loacker inoltre distribuisce in Italia i prodotti a marchio Lorenz, Pema, Twinings, Ovomaltine e Darbo.

## Loacker Café

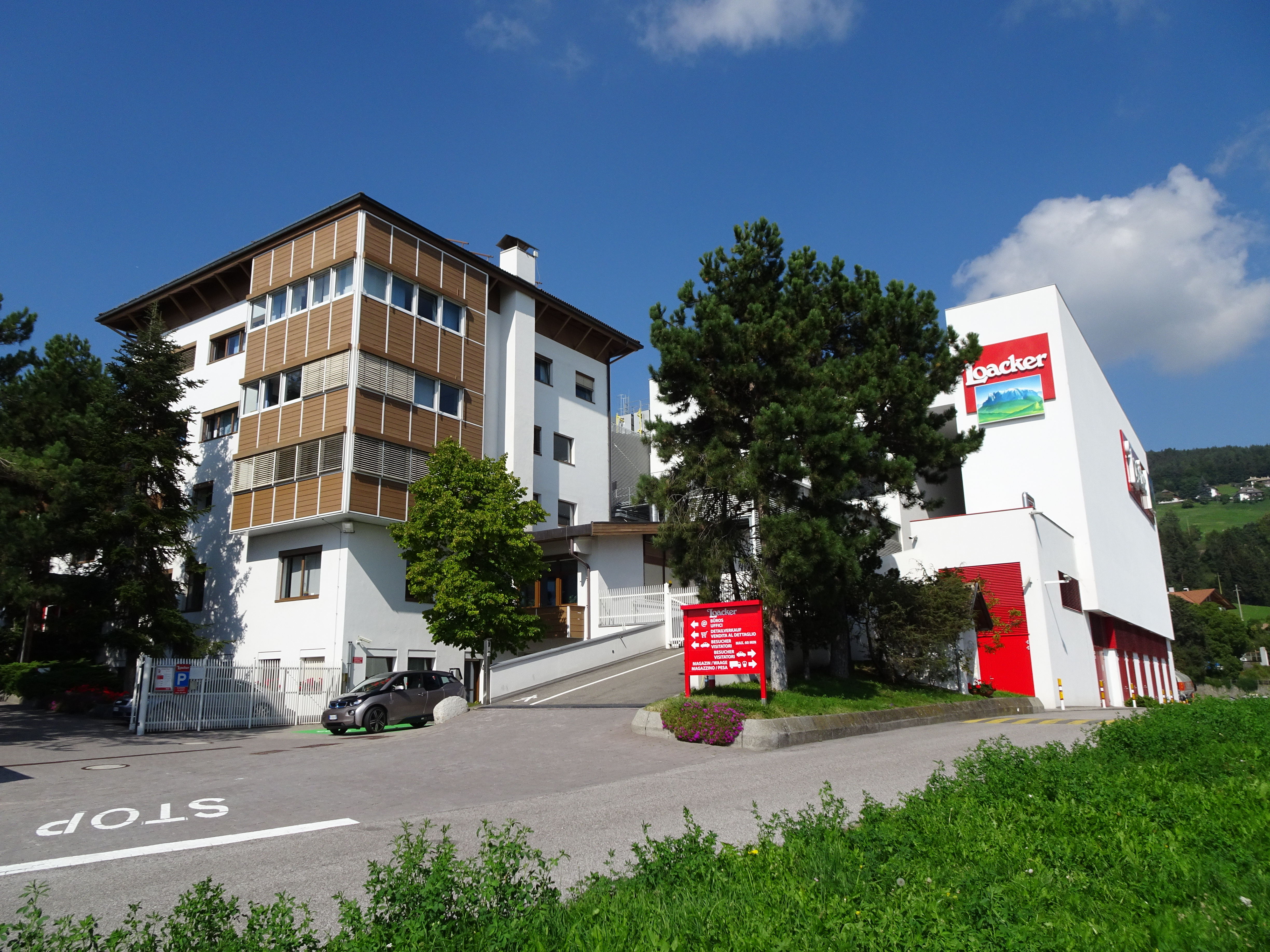
Sede ad Auna di Sotto

Oltre alla produzione e vendita dei propri prodotti alla grande e piccola distribuzione, il gruppo comprende anche cinque Loacker Café, che sono un mix di caffetteria e negozio.